# Переда, Николас
Никола́с Пере́да (исп.  Nicolás Pereda, 1982, Мехико) — мексиканский кинорежиссёр, сценарист, продюсер.

## Биография
Мать — композитор Марсела Родригес (род. 1951, ей принадлежит музыка к фильму сына «В конце концов приходит тишина», 2010). Николас закончил Йоркский университет в Торонто по специальности кинорежиссура. Снял две короткометражки. Его первый полнометражный фильм «Где их истории?» (2007) получил премию французской критики «Открытие» на фестивале латиноамериканского кино в Тулузе. Премий были удостоены и последующие ленты режиссёра.
Живет в Мехико и Торонто.

## Творчество
Николас Переда принадлежит к новейшему поколению мексиканских кинорежиссёров (Юлене Олайсола, Исраэль Карденас, Рубен Имас, Лаура Амелия Гусман и др.). Он снимает экспериментальное кино, в котором стерты границы между реальностью и сном, художественным вымыслом и документом

## Фильмография
- 2004: Цикл/ Cycle (короткометражный)
- 2006: Эта лента — не триллер/ Esta película no es un thriller (короткометражный)
- 2007: Где их истории?/ ¿Dónde están sus historias?
- 2008: Интервью с землей/ Entrevista con la tierra (короткометражный)
- 2009: Вместе/ Juntos
- 2009: Вечный двигатель/ Perpetuum Mobile (премия за лучший фильм на МКФ в Гвадалахаре)
- 2010: Лето Голиафа/ Verano de Goliat (главный приз программы Горизонты на 67-м МКФ в Венеции)
- 2010: В конце концов приходит тишина/ Todo, en fin, el silencio lo ocupaba (по мотивам поэмы Хуаны де ла Крус Первое сновидение)